# Andranik Markarjan

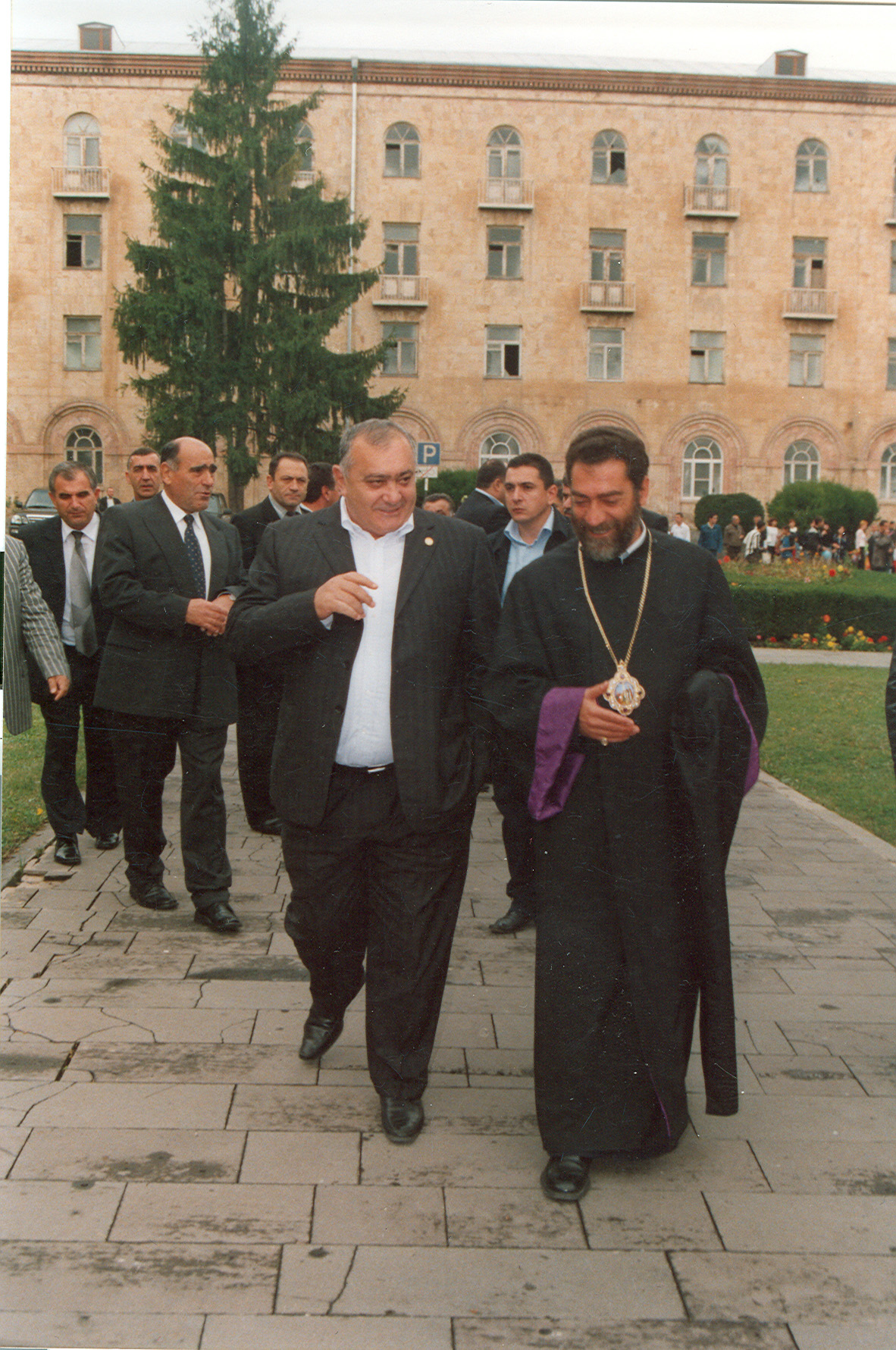
Andranik Markarjan (mitten) pratar med biskop Sebouh Chouldjian (längst till höger).

Andranik Markarjan (armeniska: Անդրանիկ Մարգարյան), född 12 juni 1951, död 25 mars 2007, var Armeniens premiärminister från 12 maj 2000 till sin död. 
Under den tid Armenien ingick i Sovjetunionen tillhörde Markarjan det illegala partiet Nationella enhetspartiet, och häktades 1974. Han dömdes därefter till två års fängelse för att ha framfört opatriotiska åsikter och agerat opatriotiskt. Han hade då varit politiskt aktiv sedan 1965, och medlem av detta parti sedan 1968, och därigenom kritiserat Sovjetunionens totalitära styre, med en vision om ett självständigt och demokratiskt Armenien.
1992, efter Armeniens självständighet, blev han medlem av Armeniens republikanska parti, och påverkade partiets ideologi i överensstämmelse med hans förra partis idéer. Från 1993 ingick han i partistyrelsen. 1991–1994 deltog han som organisatör i kriget mot Azerbajdzjan om enklaven Nagorno-Karabach. 
27 oktober 1999 dog premiärminister Vazken Sargsian vid beskjutningen av Armeniens parlament, och han efterträddes av sin bror Aram Sargsian, som avskedades 2 maj 2000. Tio dagar därefter efterträdde Andranik Markarjan honom som premiärminister. Eftersom premiärministern av Armenien inte är regeringschef och president Robert Kotjarjan dominerar landets politik, var Markarjans reella inflytande ringa i den befattningen. Han avled på sin post i en hjärtattack den 25 mars 2007.